# Art School Confidential (historieta)
«Art School Confidential» es un cómic corto en blanco y negro de cuatro páginas creado por Daniel Clowes. Apareció por primera vez en la edición número 7 (publicada en noviembre de 1991) del comic book Eightball de Clowes y más tarde fue incluido en las colecciones Orgy Bound (1996), House Magazine 3 (2001) y Twentieth Century Eightball (2002). Esta historia sirvió de inspiración para la película del mismo nombre estrenada en 2006; en la publicación original del guion de Clowes se incluyó una versión en color del cómic.
El cómic es una sátira de las academias de arte estadounidenses, presentada de manera sensacionalista y basada en las propias experiencias de Clowes en el Pratt Institute (la historia está firmada «Por D. Clowes, B.F.A.» y en una viñeta se puede observar un diploma del Pratt Institute colgado en la pared).
Según comentó Clowes en una entrevista en 2006, «Art School Confidential» era:

literalmente algo para completar cuatro páginas que me faltaban (en Eightball 7) y tenía que entregar la publicación. Dije: «Bueno, haré algo sobre la escuela de arte que entretendrá a mis diez amigos que asistieron». Realmente pensé que nadie opinaría sobre ella o incluso la notaría. Resultó que cada uno de mis lectores estaba en una escuela de arte o estaba relacionado con ella de algún modo. Todos respondieron abrumadoramente y todos estaban seguros de que yo había asistido a la misma academia de arte que ellos. La historia adquirió vida propia durante un tiempo… La gente la fotocopiaba y la ponía en la cartelera de noticias del instituto. Otra persona la tomaba de ahí y la fotocopiaba nuevamente. Había rumores de que había sido fotocopiada tantas veces que ya nadie podía distinguir el arte. Se volvió una especie de arte folclórico.